# Jocelyn B. Smith

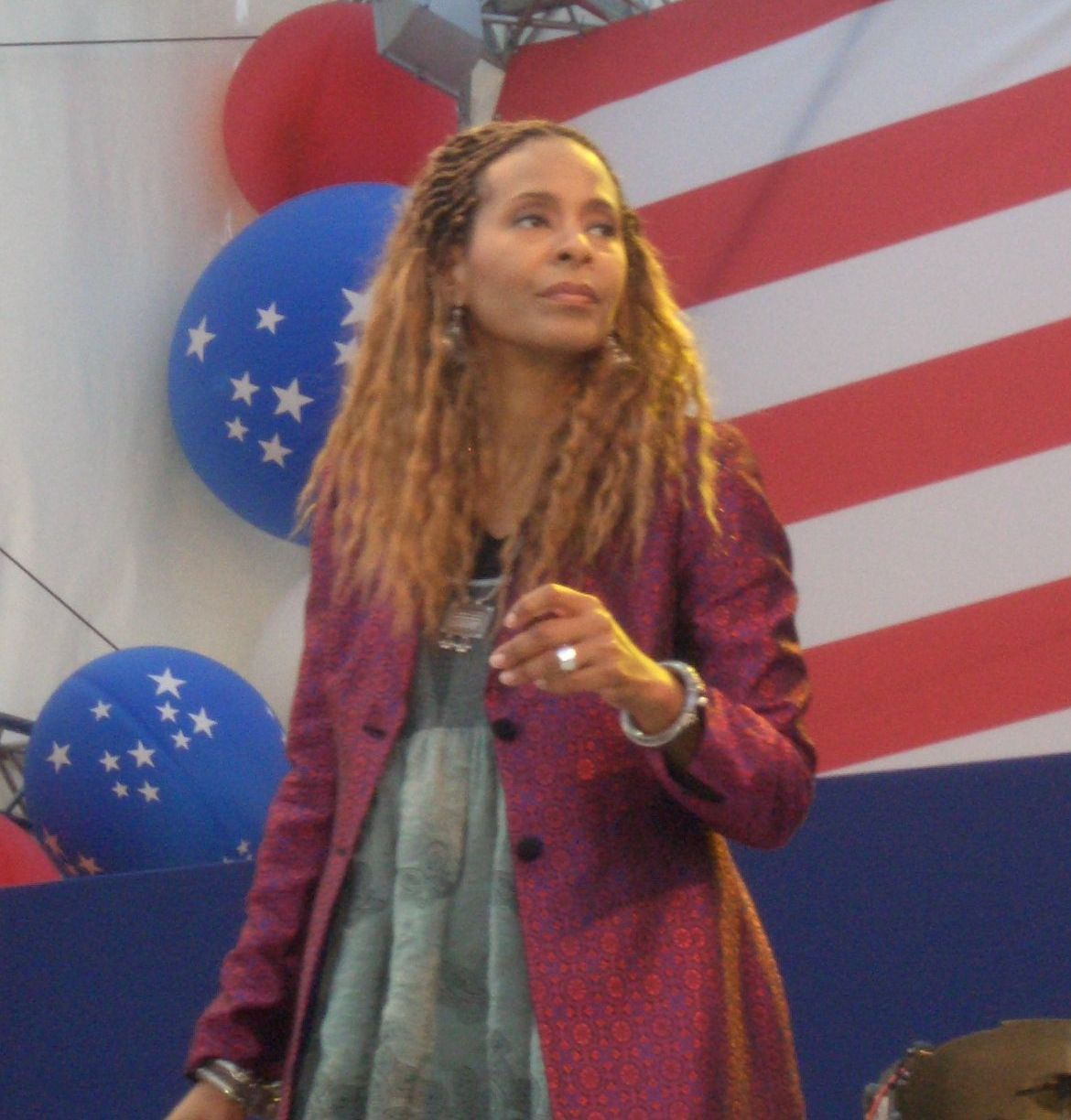
Jocelyn B. Smith beim Fest zur Eröffnung der neuen Botschaft der Vereinigten Staaten in Berlin (2008)

Jocelyn Bernadette Smith (* 22. August 1960 in Queens, New York City) ist eine US-amerikanische Jazz- und Opernsängerin.

## Leben
Jocelyn B. Smith erhielt eine klassische Klavier-Ausbildung ab dem 5. Lebensjahr. 1980 sang sie in Lenny Whites Funk/Soul-Band Twennynine und ging mit ihr auf Europatournee. Mit der Funk-Gruppe „Change“ spielte sie im Vorprogramm des Electric Light Orchestra. 1984 zog sie nach Berlin, wo sie 1991 ihr erstes Album River veröffentlichte. 1985 hatte sie einen Gastauftritt in dem Spielfilm In der Wüste, in dem sie live im Berliner Quasimodo sang. 1987 sang sie auf dem Tangerine-Dream-Album Tyger Texte von William Blake. 1986/87 war sie mit Falco als Backingsängerin auf Welttournee. Sie tourte von 1984 bis 1996 mit ihrer Band „The Married Men“ durch Mitteleuropa (incl. drei DDR-Tourneen).
1996 sang sie mit Udo Jürgens dessen Lied Gib niemals auf im Duett auf seinem Album Gestern-Heute-Morgen.
1999 lud der Komponist Heiner Goebbels sie ein, bei seinem Werk Surrogate Cities als Solistin mitzuwirken. Sie war bei der Uraufführung und weiteren Aufführungen 2001 in Dessau, 2002 in Edinburgh und 2003 in Brisbane, Australien sowie in Luzern und Berlin dabei – ebenso wie beispielsweise die Berliner Philharmoniker unter Simon Rattle. (Spätere Aufführungen fanden mit dem Royal Philharmonic Orchestra in Skandinavien und Italien statt.)
Als Sopranistin wirkte sie in Mikis Theodorakis’ Oper Die Metamorphosen des Dionysos mit, sang Duette mit Maria Farantouri und veröffentlichte die CD Margarita mit seinen Liedern. Bei der Berliner Gedenkfeier zum 11. September 2001 (die unter anderem von CNN weltweit übertragen wurde) interpretierte sie die Hymne Amazing Grace.
2006 kam sie mit den 12 Cellisten der Berliner Philharmoniker in einer Fernsehproduktion zusammen. Zu ihrer derzeitigen Band gehören Henning Schmiedt (p), H. D. Lorenz (b), Kai Brückner (g), Volker Schlott (sax/fl), Thomas Alkier (dr). 2008 hat sie auch Konzerte mit Liedern Zülfü Livanelis u. a. auf dem Filmfestival Türkei/Deutschland in Nürnberg und der Frankfurter Buchmesse gegeben.
Ihr musikalisch soziales Engagement zeigt sie seit 2006 in der Chorarbeit. Sie erteilt ehrenamtlichen Gesangsunterricht in einem Kreuzberger Gemeinschafts- und Nachbarschaftszentrum gegen Armut und soziale Ausgrenzung „Gitschiner 15“. Seit April 2008 unterstützt sie mit ihrem Musikprojekt „Higher Love“ – Kinder singen für Kinder das Aktionsbündnis landmine.de und setzt sich für ein weltweites Verbot von Streumunition und Landminen ein. Daraufhin gründete sie im Juli 2008 den gemeinnützigen Verein Yes We Can e. V., der sich für den nachhaltigen Schutz und der Hilfe von Kriegsopferkinder starkmacht. Yes We Can e. V. ist Botschafter der beBerlin-Kampagne 2008.
Am 21. Dezember 2016 sang unter ihrer Anleitung ein Chor aus mehreren hundert Menschen auf dem Breitscheidplatz den Song We are the World. Damit sollte nach dem Anschlag vom 19. Dezember 2016 ein Zeichen gegen Angst und Hass gesetzt werden.

## Auszeichnungen
Im Jahr 1995 erhielt sie den Golden Record Award für den Titelsong Der ewige Kreis in dem Disney-Klassiker König der Löwen. Für ihre CD Blue Lights and Nylons erhielt sie 2003 in Deutschland die Goldene Schallplatte im German Jazz Award. 2018 wurde ihr durch Bundespräsident Steinmeier für ihr musikalisches und soziales Engagement das Bundesverdienstkreuz am Bande verliehen. 2020 wurde ihr der Verdienstorden des Landes Berlin verliehen.  Jocelyn ist Trägerin des „Torch Bearer of Peace Award“ und des „Sri Chinmoy Culture Award“.

## Diskografie
- River, 1991
- Born of Music, 1992
- The Circle of Life, 1994
- Live in Berlin, 1997
- Blue Lights & Nylon, 1998 (DE: Gold (German Jazz Award))[6]
- Margarita, 2000
- My Christmas Experience, 2001
- Back to Soul, 2002
- The Faces of Jocelyn B. Smith - Her Very Best, 2003
- Secret Place, 2004
- Phenomenal Woman, 2004 (mit Till Brönner und Tony Lakatos)
- Berlin for New Orleans, 2005
- ExpressionZZ, Live, 2006
- Pure & Natural, Direct-to-Disc, 2013
- Here I Am 2013, / Blondell
- Boost Your Vocals, 2014, / EP
- Heut und Hier, 2014
- I Love with Greatness, 2014
- My Way, 2015
- Vayikra/Sacred Heart, 2017
- Shine Ur Light, 2019

### Mitwirkung
- Lenny White: 29, 1980
- Tangerine Dream: Tyger, 1987
- Eloy: The Tides Return Forever (1984)
- Heiner Goebbels: Surrogate Cities, 1999 (mit David Moss)
- VSOP Vienna Symphonic Orchestra: Classic Meets Pop 4, 2016

### Kompilation
- Jo-Jo, 2003 (Zounds, alle Titel digital remastert, 24 Karat Gold-CD)

## Synchron-Gesangsrollen
- 1994: Die Lieder Der ewige Kreis (Im Original: Carmen Twillie) und Kann es wirklich Liebe sein (Im Original: Elton John) in Der König der Löwen
- 1997: Muse Thalia in Hercules (Im Original: Roz Ryan)